# George Harrison
George Harrison MBE (Liverpool, 25 de febrer de 1943 - Los Angeles, 29 de novembre de 2001) fou un cantant, guitarrista i compositor de rock.

## Biografia
De família obrera, als quinze anys aprengué a tocar la guitarra i el 1958 conegué John Lennon i Paul McCartney a l'institut d'ensenyament de Quarry. Amb ells formà el grup de rock The Quarrymen. Aquesta formació, després de diferents canvis, esdevingué, el 1961, The Beatles.
Inicialment, Harrison hi assumí les funcions de guitarrista solista i de segona veu, però de mica en mica s'hi incorporà també com a compositor i cantant de temes com ara "Don't Bother me" (1963), "I need you" (1965), "Taxman" (1966), "Within you, without you" (1967), "While my guitar gently weeps" (1968), "Here comes the sun" (1969) o "Something" (1969).
Interessat per l'hinduisme i per la cultura índia, aprengué a tocar el sitar (instrument que incorporà al grup, en primer lloc a la cançó de Lennon "Norwegian Wood" (1965) i arrossegà la resta dels Beatles a fer estades a l'Índia per a realitzar meditació transcendental.
Ja abans de la separació dels Beatles enregistrà un parell de discs amb el seu nom, però obtingué un gran èxit amb el tercer àlbum, All things must pass (1970), per bé que el single "My sweet Lord" fou objecte de demanda per plagi de la cançó "She's so fine" dels Chiffons, i els tribunals van resoldre que Harrison havia "copiat inconscientment" part de la cançó. Harrison en va fer una paròdia a la cançó "This song", de l'àlbum Thirty Three & 1/3 (1976).
L'1 d'agost del 1971 organitzà i actuà a un esdeveniment pioner dins el camp dels espectacles musicals benèfics, el concert en favor de Bangladesh celebrat al Madison Square Garden de Nova York, el qual va incloure una secció de música índia, comandada per Ravi Shankar, i la inoblidable interpretació de clàssics dels Beatles ("While my guitar gently weeps","Something", "Here comes the sun"), novetats discogràfiques ("Wah Wah","Awaiting on you all") i grans èxits dels seus convidats, com ara "That's the Way God Planned It", de Billy Preston, o "A Hard Rain's A-Gonna Fall", de Bob Dylan.
L'any 1988 va formar juntament amb Bob Dylan, Roy Orbison, Jeff Lynne i Tom Petty el grup Traveling Wilburys, que van editar dos discs.
Va morir a Los Angeles a causa d'un càncer de pulmó als 58 anys i va deixar enregistrat el disc Brainwashed que s'edità de manera pòstuma.

## Discografia

### Enregistraments en estudi
- Wonderwall Music (1968) US #49
- Electronic Sound (1969) US #191
- All Things Must Pass (1970) UK #4, US #1
- Living in the Material World (1973) UK #2, US #1
- Dark Horse (1974) US #4
- Extra Texture (Read All About It) (1975) UK #16, US #8
- Thirty Three & 1/3 (1976) UK #35, US #11
- George Harrison (1979) UK #39, US #14
- Somewhere in England (1981) UK #13, US #11
- Gone Troppo (1982) US #108
- Cloud Nine (1987) UK #10, US #8
- Brainwashed (2002) UK #29, US #18

### Enregistraments en directe
- The Concert For Bangladesh (1971) UK #1, US #2
- Live In Japan (1992) US #126

### Recopilacions
- The Best of George Harrison (1976) US #31
- Best of Dark Horse 1976-1989 (1989) US #132
- The Dark Horse Years 1976-1992 (2004)

### Amb els Traveling Wilburys
- Traveling Wilburys Vol. 1 (1988) UK #16, US #3
- Traveling Wilburys Vol. 3 (1990) UK #14, US #11

### Discs de tribut
- Concert for George (2003) US #97

## Filmografia
- Shanghai Surprise (1986)
- Concert for Bangladesh (1993) (reeditat l'any 2005 en DVD)

## Singles
- 1970 "My Sweet Lord" #1 UK, #1 US
- 1971 "What Is Life" #10 US (US only release)
- 1971 "Bangla-Desh" #10 UK, #23 US
- 1973 "Give Me Love (Give Me Peace On Earth)" #8 UK, #1 US
- 1974 "Dark Horse" #15 US
- 1975 "Ding Dong, Ding Dong" #38 UK, #36 US
- 1975 "You" #38 UK, #20 US
- 1975 "This Guitar (Can't Keep From Crying)"
- 1976 "This Song" #25 US
- 1977 "Crackerbox Palace" #19 US (US only)
- 1977 "True Love" (UK only)
- 1977 "It's What You Value" (UK only)
- 1979 "Blow Away" #51 UK, #16 US
- 1979 "Love Comes to Everyone"
- 1979 "Faster" (UK only)
- 1981 "All Those Years Ago" #13 UK, #2 US
- 1981 "Teardrops" #101 US
- 1982 "Wake Up My Love"
- 1987 "Got My Mind Set On You" #2 UK, #1 US
- 1988 "When We Was Fab" #25 UK, #23 US
- 1988 "This Is Love" #55 UK
- 1988 "Handle With Care" (amb els Traveling Wilburys) #21 UK
- 1989 "End of the Line" (amb els Traveling Wilburys) #52 UK
- 1989 "Cheer Down"
- 1990 "Nobody's Child" (amb els Traveling Wilburys) #44 UK
- 1990 "She's My Baby" (amb els Traveling Wilburys)
- 1990 "Wilbury Twist" (amb els Traveling Wilburys)
- 1992 "Poor Little Girl / Cheer Down"
- 2002 "My Sweet Lord" (reedició) #1 UK
- 2003 "Any Road" #37 UK